# Gnaphalopoda biloba
Gnaphalopoda biloba är en skalbaggsart som beskrevs av Lea 1917. Gnaphalopoda biloba ingår i släktet Gnaphalopoda och familjen Melolonthidae. Inga underarter finns listade i Catalogue of Life.